# Henry Wriothesley, 3:e earl av Southampton
Henry Wriothesley, 3:e earl av Southampton, född 6 oktober 1573 på Cowdray House, i närheten av Midhurst, död 10 november 1624, var en engelsk ädling. Han var lordlöjtnant av Hampshire och Custos Rotulorum of Hampshire, men är mera allmänt känd som William Shakespeares mecenat.
Han var andre son till Henry Wriothesley, 2:e earl av Southampton, och dennes hustru Mary Browne, dotter till 1:e viscount Montague. 1581 ärvde han sin titel efter fadern, och påbörjade sina studier vid St John's College, Cambridge 1585, där han tog magisterexamen 1589. Vid sjutton års ålder presenterades han vid hovet, där han åtnjöt drottningens gunst.
Han gifte sig med Elizabeth Vernon, dotter till John Vernon och Elizabeth Devereux, före den 30 augusti 1598, i en hemlig vigsel. Hemlig då Elizabeth Vernon var Elisabet I:s hovdam och Elisabet tyckte inte om att hennes hovdamer gifte sig. Detta ledde till att brudparet spärrades in en kortare tid. De blev snart frisläppta och fick fyra barn:
- Lady Anne Wriothesley

- Lady Penelope Wriothesley, född 8 november 1598, död 16 juli 1667

- James Wriothesley, lord Wriothesle,y född 1 mars 1604/05, död 5 november 1624

- Thomas Wriothesley, 4:e earl av Southampton, född 1607, död 16 maj 1667

Lord Southampton blev flera författares gynnare, förutom Shakespeares, som dock är det enda större namnet.
År 1601 dömdes han till döden för konspiration mot drottningen, när han deltog i Robert Devereux, earlen av Essex uppror, men straffet lindrades till livstids fängelse genom ingripande av Sir Robert Cecil. När Jakob I tillträdde tronen släpptes emellertid lord Southampton fri, och återfick sin plats vid hovet. Shakespeares dramer blev ett sätt att smickra kungen och drottningen.